# In Trance
In Trance (с англ. — «В трансе») — третий студийный альбом немецкой хард-рок-группы Scorpions, изданный 17 сентября 1975 года. Именно на этом альбоме группа выработала свой хард-роковый стиль, который впоследствии развился с приходом Маттиаса Ябса.

## Об альбоме
Это был первый альбом группы, спродюсированный Дитером Дирксом, который придал песням альбома более плотные, коммерческие аранжировки. Сотрудничество группы с Дирксом продолжится вплоть до 1988 года, до выпуска 11-го альбома Crazy World. По словам Ульриха Рота, запись альбома в студии Диркса заняла около двух недель, при этом на запись гитарных соло осталась только пара дней ближе к концу этого срока, что не позволило ему в полной мере реализовать некоторые сложные гитарные партии.
Музыкальный критик Мартин Попофф в своём обзоре лучших песен Scorpions назвал открывающий альбом номер «Dark Lady» безумно тяжёлым и анархичным. Он считает, что «Dark Lady» — это дебют Scorpions в плане абсолютного доминирования передового хэви-метала. Это микс, похожий на «Doctor Doctor», но гораздо более глубокий, в стиле Queen и Judas Priest, с обилием гитар Брайана Мэя, К.К. Даунинга и Гленна Типтона. По словам Ульриха Рота, он хотел, чтобы её спел Клаус Майне, но в студии песня ему не очень подошла по стилю. Клаусу всегда нужна была чёткая мелодия, чтобы вжиться в неё, поэтому продюсер Дитер Диркс предложил спеть её Ульриху, а Клаус Майне исполнил партии бэк-вокала.
По мнению онлайн-издания Ultimate Classic Rock, все последующие коммерческие триумфы группы во многом обязаны своим успешным шаблоном разнообразным ярким моментам In Trance, начиная от драйвовой «Top of the Bill» и стремительного темпа «Robot Man», каскадной «Life’s Like a River» и величественной «Living and Dying», а также наполненного тайной заглавного трека. Певец Клаус Майне и ритм-гитарист Рудольф Шенкер придумали идею песни «In Trance» во время саундчека перед концертом в бельгийском городе Линневиль в местной церкви, атмосфера в которой была настолько невероятной, что вдохновила их сделать что-то очень особенное. Как считает обозреватель журнала Classic Rock, песня стала ключом к успеху альбома — тёмная, психоделическая баллада со стальным стержнем, она звучит как ничто из того, что они записывали до или после.  
Музыкальный журналист Малкольм Доум особо выделяет трек «Top Of The Bill», прославляющий жизнь в дороге, а также инструментальный номер «Night Lights», который позволяет Роту блеснуть своими гитарными навыками. Goldmine Magazine считает, что песня «Top of the Bill» звучит очень «по-германски» и похожа на классику UFO раннего периода Михаэля Шенкера, что неудивительно, учитывая, что Рудольф и Михаэль — братья-соперники в немецком металле. 
В конце 1975 года Scorpions совершили гастрольный тур по Великобритании. Тур включал концерты в знаменитых клубах Marquee и The Roundhouse в Лондоне, а также концерт в клубе Barbarella's в Бирмингеме, где группа должна была выступать на разогреве у восходящих панк-звезд The Damned. Scorpions также выступили в легендарном ливерпульском клубе Cavern во время того же тура.

## Обложка альбома
На обложке альбома был представлен новый логотип группы, который с небольшими изменениями остался у неё и до сегодняшнего дня.
Оригинальная версия обложки альбома включала в себя фотоизображение модели с немного приоткрытой грудью. Это вызвало критику и упрёки со стороны цензоров. Передний план сильно осветлили, а фон получился радикально чёрным. На последующих изданиях группы передний план фотоизображения пришлось затемнить, скрыв грудь, а задний фон осветлить для контраста.
Ули Джон Рот говорил, что провокационные обложки альбомов Scorpions были «идеей выпускающей компании, против которой они не возразили», и что эти обложки — «самая постыдная вещь, в которой он когда-либо участвовал».

## Признание и критика
В 2022 году журнал Metal Hammer включил In Trance в свой список «50 лучших металлических альбомов всех времён». «In Trance — это убийственно, ничего лишнего. Он цепляет, но в нём также есть изрядная доля очаровательно странной прогрессивности. Самые выдающиеся песни альбома — это угрюмые, баллады, такие как „Life’s Like A River“ и „Living And Dying“, а также тяжелые рокеры, такие как „Dark Lady“ и „Top Of The Bill“. Это один из тех альбомов, который, как только он тебя захватывает, уже никогда не отпускает», — считает обозреватель журнала.
Онлайн-издание Ultimate Classic Rock считает In Trance первым классическим релизом группы, который стал основой для всех самых успешных альбомов Scorpions на сегодняшний день. «В заглавном треке они освоили секрет контраста тьмы и света. „Top of the Bill“ и „Robot Man“ довели до совершенства их безжалостную, прямолинейную хард-роковую атаку. Изюминка альбома — композиция Ули Джона Рота, просто сногсшибательная „Dark Lady“», — пишет музыкальный критик.
Журнал Classic Rock, включивший In Trance в свой список «100 лучших альбомов 1970-х», пишет о нём: «Гитарист Ули Джон Рот по-прежнему оказал определяющее влияние, но прежде всего, заметен явный переход от хиппистских влияний двух предыдущих альбомов группы к более сфокусированным и тщательно структурированным песням, таким как „Robot Man“, „Top Of The Bill“ и заглавный трек».

## Участники записи
В записи альбома приняли участие:
- Клаус Майне — вокал, вокал и бэк-вокал на 1-м треке;
- Ульрих Рот — соло-гитара, вокал на 1-м и 8-м треках;
- Рудольф Шенкер — ритм-гитара, бэк-вокал;
- Франсис Бухгольц — бас-гитара;
- Руди Леннерс — ударные.
- В качестве сессионного музыканта вновь выступил клавишник Ахим Киршнинг.

## Список композиций
| №  | Название              | Автор(ы)                                    | Длительность |
| -- | --------------------- | ------------------------------------------- | ------------ |
| 1. | «Dark Lady»           | Ульрих Рот                                  | 3:25         |
| 2. | «In Trance»           | Рудольф Шенкер, Клаус Майне                 | 4:42         |
| 3. | «Life’s Like a River» | Ульрих Рот, Рудольф Шенкер, Корина Фортманн | 3:50         |
| 4. | «Top of the Bill»     | Рудольф Шенкер, Клаус Майне                 | 3:22         |
| 5. | «Living and Dying»    | Рудольф Шенкер, Клаус Майне                 | 3:18         |

| №  | Название           | Автор(ы)                    | Длительность |
| -- | ------------------ | --------------------------- | ------------ |
| 1. | «Robot Man»        | Рудольф Шенкер, Клаус Майне | 2:42         |
| 2. | «Evening Wind»     | Ульрих Рот                  | 5:02         |
| 3. | «Sun in My Hand»   | Ульрих Рот                  | 4:20         |
| 4. | «Longing for Fire» | Рудольф Шенкер, Ульрих Рот  | 2:42         |
| 5. | «Night Lights»     | Ульрих Рот                  | 3:14         |